# Іоанна Валуа (принцеса Франції)
Іоанна Валуа (нар. 24 липня 1556, Сен-Жермен-ан-Ле) як і її сестра Вікторія де Валуа, французькі принцеси — близнюки, були останніми дітьми Короля Франції Генріха II і Катерини Медичі.

## Біографія
Іоанна Валуа померла, так і не з'явившись на світ і пролежавши в утробі матері мертвою протягом кількох годин. Хірургам довелося зламати дівчинці ніжки, щоб дістати її із утроби. Вікторія Валуа пережила сестру трохи більше, ніж на місяць. У зв'язку з цими родами, які пройшли дуже складно і ледь не стали причиною смерті Катерини Медичі, лікарі порадили королівському подружжю більше не думати про народження нових дітей; після цього Генріх припинив відвідувати спальню своєї дружини, проводячи весь вільний час зі своєю фавориткою Діаною Пуатьє.